# Cuqueron
Cuqueron ist eine französische Gemeinde mit 189 Einwohnern (Stand 1. Januar 2022) im Département Pyrénées-Atlantiques in der Region Nouvelle-Aquitaine (vor 2016: Aquitanien). Die Gemeinde gehört zum Arrondissement Pau (bis 2016: Arrondissement Oloron-Sainte-Marie) und zum Kanton Le Cœur de Béarn (bis 2015: Kanton Monein).
Die Bewohner werden Cuqueronais oder Cuqueronaises genannt.

## Geographie
Cuqueron liegt circa 25 Kilometer westlich von Pau in der historischen Provinz Béarn.
Umgeben wird der Ort von den Nachbargemeinden:
|        | Monein                                      | Parbayse |
| Monein | Kompassrose, die auf Nachbargemeinden zeigt | Monein   |
|        | Monein                                      |          |

Cuqueron liegt im Einzugsgebiet des Flusses Adour. Ein Nebenfluss der Bayse, die Baysère, fließt an der westlichen und südwestlichen Grenze des Gemeindegebiets zu Monein entlang.

## Geschichte
Die Gemeinde befindet sich auf einem höher gelegenen Gelände und aufgrund dieser Lage geschützt. Objekte aus Feuerstein (Faustkeile, Stichel, Klingen, Kerne), die auf dem Gebiet der Gemeinde gefunden wurden, lassen eine frühe Besiedelung bereits in der Jungsteinzeit erkennen. In der Volkszählung des Béarn im Jahre 1385 wurden 16 Haushalte gezählt und vermerkt, dass das Dorf zur Bailliage von Monein gehört. Cuqueron gehörte während eines längeren Zeitraums zum Territorium der Grundherrn von Monein.
Toponyme und Erwähnungen von Cuqueron waren
- Cucuror (12. Jahrhundert, laut Pierre de Marcas Buch Histoire de Béarn),
- Cucuroo (1345, Notare von Pardies),
- Cuquroo (1385, Volkszählung des Béarn),
- Sent Miqueu de Quoquron und Coquron (1434 bzw. 1441, Notare von Oloron),
- Cocuroo (1456, Kopialbuch des Archidiakonats von Ossau),
- Cocuro (gegen 1540, Manuskriptsammlung des Béarn),
- Cocurour und Cuquerour (1655 bzw. 1657, Notare von Monein) und
- Cocurour, Cuquerour und Coucuron (1655, 1657 bzw. 1675, Manuskriptsammlung des Béarn).[3]

Auf der Karte von Cassini 1750 ist die Gemeinde als Cucuron eingetragen und wurde während der Französischen Revolution 1793 unter dem gleichen Namen geführt. Seit der Zeit des Französischen Konsulats wird die Gemeinde schließlich unter ihrem heutigen Namen verwaltet.

### Einwohnerentwicklung
Nach Höchstständen der Einwohnerzahl in der ersten Hälfte des 19. Jahrhunderts mit 364 Einwohnern reduzierte sich die Zahl bis zu den 1880er Jahren um rund 30 % auf 257 Einwohner, stieg bis zum ersten Jahrzehnt des 20. Jahrhunderts bis auf 287 Einwohner, bevor sie bis zu den 1970er Jahren auf unter 150 Einwohner sank. Bis zur Jahrtausendwende stieg die Einwohnerzahl wieder kurzzeitig auf über 200, bevor sie sich in den letzten Zählungen auf einem Niveau unter 200 bewegte.
| Jahr      | 1962 | 1968 | 1975 | 1982 | 1990 | 1999 | 2006 | 2009 | 2022 |
| --------- | ---- | ---- | ---- | ---- | ---- | ---- | ---- | ---- | ---- |
| Einwohner | 167  | 157  | 141  | 174  | 194  | 225  | 190  | 177  | 189  |

## Sehenswürdigkeiten
- Kirche in Castéra, gewidmet dem Erzengel Michael. Aus einem Erlass aus dem Jahre 1623 ist zu entnehmen, dass zu jener Zeit Taufen und Beerdigungen in der Kirche von Monein stattzufinden hatten. Es ist also möglich, dass die Gemeinde entweder keine eigene Kirche besaß oder die Kirche sich in einem schlechten Zustand befand. Das heutige Gotteshaus ist im 19. Jahrhundert gebaut worden. Ihr Eingang am Fuß des Glockenturms ist als Spitzbogen ausgestaltet, über ihm befindet sich ein kleines Vordach mit zwei Flächen.[8] Die Kirche besitzt ein Gemälde aus dem 19. Jahrhundert, das ihren Schutzpatron Michael als Bezwinger des Teufels in Gestalt des Draches zeigt. In der Darstellung hat er den Fuß auf den Drachen gesetzt und ist im Begriff, ihm den letzten Stoß mit einer Lanze zu versetzen.[9]
- Schloss von Cuqueron, im 17. Jahrhundert anstelle eines einfachen Wohnhauses erbaut. Am Ende des 16. Jahrhunderts war Jean de Montgaurin, Finanzbeamter von Navarra und Béarn, der Grundherr des Territoriums. Das Gebäude gehörte anschließend Charles de Colomiès, danach der Familie Casaux. Die heutige Anlage besteht aus einem zweistöckigen Wohnhaus, flankiert von Seitenflügeln. Ein polygonaler Turm setzt sich von der gartenseitigen Fassade ab. Je drei Lukarne erhellen das Dachgeschoss. Das Schloss ist einem Weingut angeschlossen, das Weine der AOC Jurançon produziert.[10]

## Wirtschaft und Infrastruktur

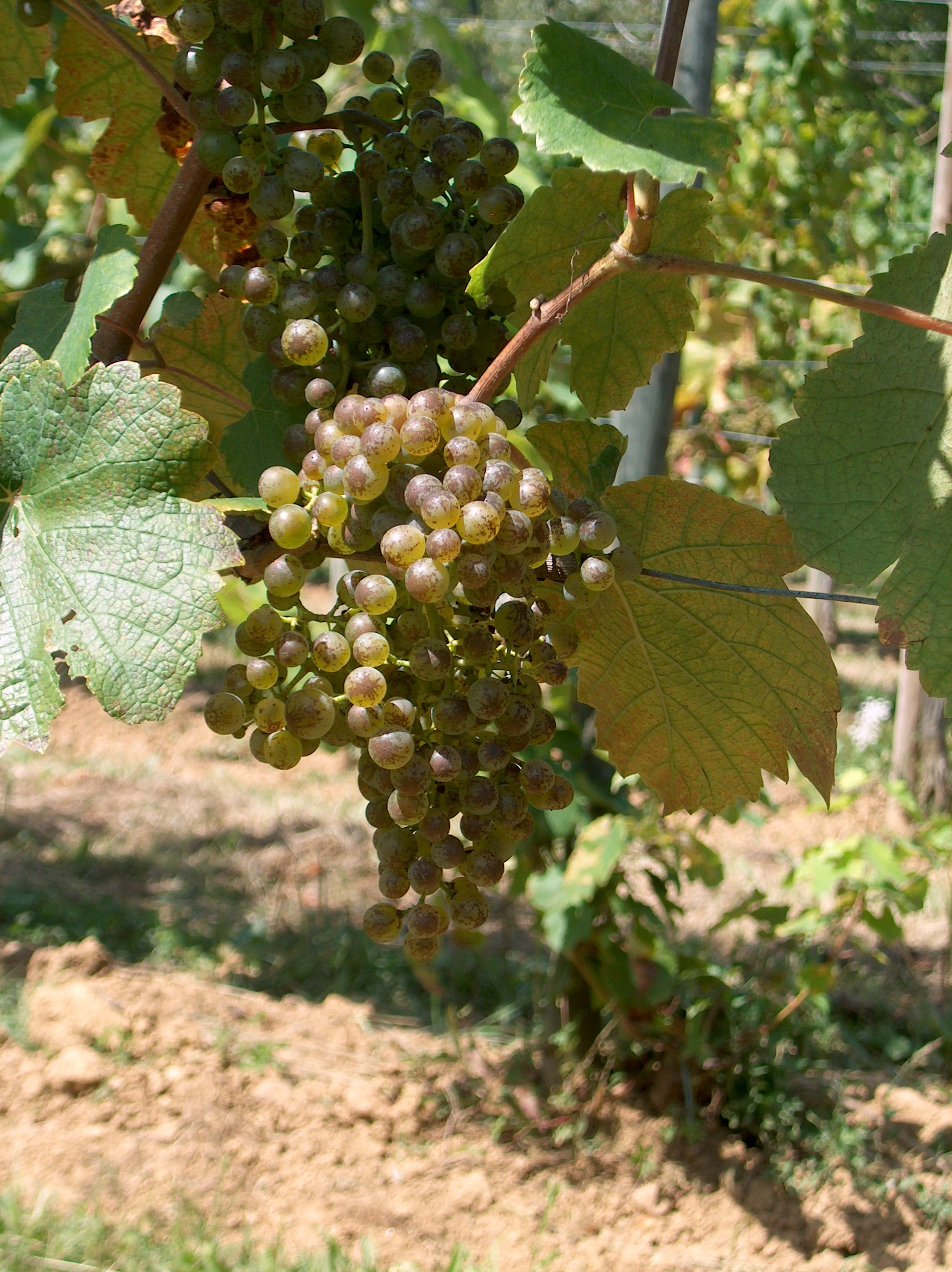
Rebstock der Sorte Petit Manseng

Die Wirtschaft der Gemeinde wird in erster Linie von der Landwirtschaft bestimmt. Die Lage an grünen Hügeln und Weinbergen führt zu einer wachsenden Bedeutung des "grünen" Tourismus. Cuqueron liegt in den Zonen AOC der Weinbaugebiete Jurançon und Béarn sowie des Ossau-Iraty, eines traditionell hergestellten Schnittkäses aus Schafmilch.

### Sport und Freizeit
Ein 6,3 Kilometer langer Rundweg mit Start- und Endpunkt in Cuqueron führt durch die umliegenden Weinberge.

### Verkehr
Cuqueron ist erreichbar über die Route départementale 34.